# Freestyle-Skiing-Weltcup 2007/08
Die Saison 2007/08 des von der FIS veranstalteten Freestyle-Skiing-Weltcups begann am 13. Dezember 2007 in Tignes (Frankreich) und endete am 16. März 2008 in Valmalenco (Italien). Ausgetragen wurden Wettbewerbe in den Disziplinen Aerials (Springen), Moguls (Buckelpiste), Dual Moguls (Parallel-Buckelpiste), Skicross und Halfpipe.

## Abkürzungen
- AE = Aerials
- MO = Moguls
- DM = Dual Moguls
- SX = Skicross
- HP = Halfpipe

## Männer

### Weltcupwertungen
| Rang | Name                    | Punkte |
| ---- | ----------------------- | ------ |
| 1    | Steve Omischl           | 85     |
| 2    | Tomáš Kraus             | 69     |
| 3    | Dale Begg-Smith         | 66     |
| 4    | Anton Kuschnir          | 60     |
| 5    | Lars Lewén              | 56     |
| 6    | Guilbaut Colas          | 50     |
| 7    | Dsmitryj Daschtschynski | 49     |
| 8    | Matthew Hayward         | 46     |
| 9    | Stanislaw Krawtschuk    | 44     |
| 10   | Stanley Hayer           | 43     |

| Rang | Name                    | Punkte |
| ---- | ----------------------- | ------ |
| 1    | Steve Omischl           | 769    |
| 2    | Anton Kuschnir          | 543    |
| 3    | Dsmitryj Daschtschynski | 444    |
| 4    | Stanislaw Krawtschuk    | 396    |
| 5    | Han Xiaopeng            | 352    |
| 6    | Warren Shouldice        | 283    |
| 7    | Wladimir Lebedew        | 276    |
| 8    | Andreas Isoz            | 265    |
| 9    | Renato Ulrich           | 220    |
| 10   | Thomas Lambert          | 208    |

| Rang | Name                      | Punkte |
| ---- | ------------------------- | ------ |
| 1    | Dale Begg-Smith           | 664    |
| 2    | Guilbaut Colas            | 499    |
| 3    | Vincent Marquis           | 429    |
| 4    | Alexandre Bilodeau        | 402    |
| 5    | Patrick Deneen            | 352    |
| 6    | Nathan Roberts            | 346    |
| 7    | Pierre-Alexandre Rousseau | 335    |
| 8    | David Babic               | 272    |
| 9    | Tapio Luusua              | 244    |
| 10   | Dmitri Reicherd           | 242    |

| Rang | Name                  | Punkte |
| ---- | --------------------- | ------ |
| 1    | Tomáš Kraus           | 555    |
| 2    | Lars Lewén            | 448    |
| 3    | Stanley Hayer         | 344    |
| 4    | Davey Barr            | 302    |
| 5    | Ted Piccard           | 263    |
| 6    | Christopher Del Bosco | 230    |
| 7    | Andreas Steffen       | 227    |
| 8    | Mike Schmid           | 214    |
| 9    | Hiroomi Takizawa      | 200    |
| 10   | Casey Puckett         | 171    |

| Rang | Name                   | Punkte |
| ---- | ---------------------- | ------ |
| 1    | Matthew Hayward        | 229    |
| 2    | Kalle Leinonen         | 196    |
| 3    | Mike Riddle            | 170    |
| 4    | Justin Dorey           | 160    |
| 5    | Xavier Bertoni         | 137    |
| 6    | Reto Comincioli        | 125    |
| 7    | Loïc Collomb-Patton    | 94     |
| 8    | Antti-Jussi Kemppainen | 86     |
| 9    | Mathieu Bijasson       | 84     |
| 10   | Kévin Rolland          | 80     |

### Podestplätze
| Datum      | Ort              | Disz. | 1. Platz                                     | 2. Platz                                     | 3. Platz                                     |
| ---------- | ---------------- | ----- | -------------------------------------------- | -------------------------------------------- | -------------------------------------------- |
| 13.12.2007 | Tignes           | MO    | Pierre-Alexandre Rousseau                    | Tapio Luusua                                 | Alexandre Bilodeau                           |
| 21.12.2007 | Lianhua          | AE    | Steve Omischl                                | Anton Kuschnir                               | Han Xiaopeng                                 |
| 22.12.2007 | Lianhua          | AE    | Dsmitryj Daschtschynski                      | Han Xiaopeng                                 | Steve Omischl                                |
| 12.01.2008 | Les Contamines   | SX    | Tomáš Kraus                                  | Casey Puckett                                | Stanley Hayer                                |
| 13.01.2008 | Les Contamines   | HP    | Matthew Hayward                              | Kévin Rolland                                | Justin Dorey                                 |
| 16.01.2008 | Flaine           | SX    | Tomáš Kraus                                  | Enak Gavaggio                                | Richard Spalinger                            |
| 18.01.2008 | Lake Placid      | MO    | Warren Tanner                                | Dale Begg-Smith                              | Patrick Deneen                               |
| 19.01.2008 | Lake Placid      | AE    | Steve Omischl                                | Anton Kuschnir                               | Han Xiaopeng                                 |
| 20.01.2008 | Lake Placid      | MO    | Dale Begg-Smith                              | Alexandre Bilodeau                           | Patrick Deneen                               |
| 20.01.2008 | Kreischberg      | SX    | Tomáš Kraus                                  | Mike Schmid                                  | Alois Mani                                   |
| 26.01.2008 | Mount Gabriel    | MO    | Guilbaut Colas                               | Ruslan Scharifullin                          | Vincent Marquis                              |
| 27.01.2008 | Mount Gabriel    | AE    | Steve Omischl                                | Anton Kuschnir                               | Dsmitryj Daschtschynski                      |
| 01.02.2008 | Deer Valley      | AE    | Stanislaw Krawtschuk                         | Wladimir Lebedew                             | Renato Ulrich                                |
| 02.02.2008 | Deer Valley      | SX    | Davey Barr                                   | Casey Puckett                                | Mike Schmid                                  |
| 02.02.2008 | Deer Valley      | DM    | Vincent Marquis                              | Landon Gardner                               | Alexandre Bilodeau                           |
| 09.02.2008 | Cypress Mountain | MO    | Wettbewerb wegen starken Nebels abgebrochen. | Wettbewerb wegen starken Nebels abgebrochen. | Wettbewerb wegen starken Nebels abgebrochen. |
| 10.02.2008 | Cypress Mountain | AE    | Steve Omischl                                | Dsmitryj Daschtschynski                      | Warren Shouldice                             |
| 15.02.2008 | Inawashiro       | HP    | Matthew Hayward                              | Kalle Leinonen                               | Mike Riddle                                  |
| 16.02.2008 | Inawashiro       | MO    | Dale Begg-Smith                              | Osamu Ueno                                   | David Babic Guilbaut Colas                   |
| 17.02.2008 | Inawashiro       | AE    | Anton Kuschnir                               | Steve Omischl                                | Ryan St. Onge                                |
| 22.02.2008 | Sierra Nevada    | SX    | Tomáš Kraus                                  | Stanley Hayer                                | Andreas Steffen                              |
| 28.02.2008 | Špičák           | SX    | Wettbewerb abgesagt.                         | Wettbewerb abgesagt.                         | Wettbewerb abgesagt.                         |
| 01.03.2008 | Mariánské Lázně  | DM    | Guilbaut Colas                               | Nathan Roberts                               | Alexandre Bilodeau                           |
| 01.03.2008 | Moskau           | AE    | Steve Omischl                                | Stanislaw Krawtschuk                         | Nicolas Thépaut                              |
| 06.03.2008 | Grindelwald      | SX    | Lars Lewén                                   | Davey Barr                                   | Stanley Hayer                                |
| 07.03.2008 | Davos            | AE    | Steve Omischl                                | Warren Shouldice                             | Dsmitryj Daschtschynski                      |
| 07.03.2008 | Åre              | MO    | Dale Begg-Smith                              | Nathan Roberts                               | Dmitri Reicherd                              |
| 08.03.2008 | Åre              | DM    | Dmitri Reicherd                              | Dale Begg-Smith                              | Vincent Marquis                              |
| 09.03.2008 | Hasliberg        | SX    | Lars Lewén                                   | Stanley Hayer                                | Tomáš Kraus                                  |
| 12.03.2008 | Valmalenco       | HP    | Mike Riddle                                  | Kalle Leinonen                               | Xavier Bertoni                               |
| 15.03.2008 | Valmalenco       | MO    | David Babic                                  | Vincent Marquis                              | Patrick Deneen                               |
| 16.03.2008 | Valmalenco       | SX    | Lars Lewén                                   | Andreas Steffen                              | Andreas Matt                                 |

## Frauen

### Weltcupwertungen
| Rang | Name              | Punkte |
| ---- | ----------------- | ------ |
| 1    | Ophélie David     | 81     |
| 2    | Jacqui Cooper     | 71     |
| 3    | Aiko Uemura       | 68     |
| 4    | Sarah Burke       | 56     |
| 5    | Saša Farič        | 56     |
| 6    | Nikola Sudová     | 54     |
| 7    | Méryll Boulangeat | 54     |
| 8    | Jennifer Hudak    | 52     |
| 9    | Lydia Lassila     | 51     |
| 10   | Hedda Berntsen    | 51     |

| Rang | Name              | Punkte |
| ---- | ----------------- | ------ |
| 1    | Jacqui Cooper     | 642    |
| 2    | Lydia Lassila     | 460    |
| 3    | Ala Zuper         | 453    |
| 4    | Li Nina           | 405    |
| 5    | Evelyne Leu       | 322    |
| 6    | Emily Cook        | 296    |
| 7    | Guo Xinxin        | 278    |
| 8    | Elizabeth Gardner | 263    |
| 9    | Cheng Shuang      | 251    |
| 10   | Dai Shuangfei     | 216    |

| Rang | Name                  | Punkte |
| ---- | --------------------- | ------ |
| 1    | Aiko Uemura           | 683    |
| 2    | Nikola Sudová         | 540    |
| 3    | Margarita Marbler     | 510    |
| 4    | Kristi Richards       | 405    |
| 5    | Emiko Torito          | 396    |
| 6    | Michelle Roark        | 385    |
| 7    | Shelly Robertson      | 369    |
| 8    | Jekaterina Stoljarowa | 315    |
| 9    | Deborah Scanzio       | 295    |
| 10   | Miki Itō              | 295    |

| Rang | Name              | Punkte |
| ---- | ----------------- | ------ |
| 1    | Ophélie David     | 646    |
| 2    | Saša Farič        | 447    |
| 3    | Méryll Boulangeat | 428    |
| 4    | Hedda Berntsen    | 409    |
| 5    | Noriko Fukushima  | 310    |
| 6    | Émilie Serain     | 293    |
| 7    | Jenny Owens       | 273    |
| 8    | Seraina Murk      | 223    |
| 9    | Katrin Ofner      | 205    |
| 10   | Julia Murray      | 182    |

| Rang | Name                | Punkte |
| ---- | ------------------- | ------ |
| 1    | Sarah Burke         | 280    |
| 2    | Jennifer Hudak      | 260    |
| 3    | Rosalind Groenewoud | 160    |
| 4    | Davina Williams     | 139    |
| 5    | Marta Ahrenstedt    | 85     |
| 6    | Jessica Cumming     | 77     |
| 7    | Anaïs Caradeux      | 72     |
| 8    | Mirjam Jäger        | 60     |
| 9    | Virginie Faivre     | 45     |
| 10   | Manami Mitsuboshi   | 40     |

### Podestplätze
| Datum      | Ort              | Disz. | 1. Platz              | 2. Platz              | 3. Platz             |
| ---------- | ---------------- | ----- | --------------------- | --------------------- | -------------------- |
| 13.12.2007 | Tignes           | MO    | Margarita Marbler     | Aiko Uemura           | Kristi Richards      |
| 21.12.2007 | Lianhua          | AE    | Jacqui Cooper         | Lydia Lassila         | Guo Xinxin           |
| 22.12.2007 | Lianhua          | AE    | Jacqui Cooper         | Li Nina               | Cheng Shuang         |
| 12.01.2008 | Les Contamines   | SX    | Ophélie David         | Hedda Berntsen        | Méryll Boulangeat    |
| 13.01.2008 | Les Contamines   | HP    | Sarah Burke           | Jennifer Hudak        | Mirjam Jäger         |
| 16.01.2008 | Flaine           | SX    | Méryll Boulangeat     | Jenny Owens           | Noriko Fukushima     |
| 18.01.2008 | Lake Placid      | MO    | Emiko Torito          | Deborah Scanzio       | Kayla Snyderman      |
| 19.01.2008 | Lake Placid      | AE    | Jacqui Cooper         | Guo Xinxin            | Evelyne Leu          |
| 20.01.2008 | Lake Placid      | MO    | Michelle Roark        | Jekaterina Stoljarowa | Nikola Sudová        |
| 20.01.2008 | Kreischberg      | SX    | Ophélie David         | Karin Huttary         | Jenny Owens          |
| 26.01.2008 | Mount Gabriel    | MO    | Jekaterina Stoljarowa | Deborah Scanzio       | Michelle Roark       |
| 27.01.2008 | Mount Gabriel    | AE    | Ala Zuper             | Li Nina               | Lydia Lassila        |
| 01.02.2008 | Deer Valley      | AE    | Li Nina               | Jacqui Cooper         | Cheng Shuang         |
| 02.02.2008 | Deer Valley      | SX    | Ophélie David         | Saša Farič            | Émilie Serain        |
| 02.02.2008 | Deer Valley      | DM    | Shelly Robertson      | Margarita Marbler     | Kristi Richards      |
| 09.02.2008 | Cypress Mountain | MO    | Wettbewerb abgesagt.  | Wettbewerb abgesagt.  | Wettbewerb abgesagt. |
| 10.02.2008 | Cypress Mountain | AE    | Jacqui Cooper         | Lydia Lassila         | Dai Shuangfei        |
| 15.02.2008 | Inawashiro       | HP    | Sarah Burke           | Jennifer Hudak        | Davina Williams      |
| 16.02.2008 | Inawashiro       | MO    | Aiko Uemura           | Nikola Sudová         | Emiko Torito         |
| 17.02.2008 | Inawashiro       | AE    | Jacqui Cooper         | Ala Zuper             | Li Nina              |
| 23.02.2008 | Sierra Nevada    | SX    | Ophélie David         | Hedda Berntsen        | Katrin Ofner         |
| 28.02.2008 | Špičák           | SX    | Wettbewerb abgesagt.  | Wettbewerb abgesagt.  | Wettbewerb abgesagt. |
| 01.03.2008 | Mariánské Lázně  | DM    | Aiko Uemura           | Sylvia Kerfoot        | Emiko Torito         |
| 01.03.2008 | Moskau           | AE    | Emily Cook            | Deidra Dionne         | Zhang Xin            |
| 06.03.2008 | Grindelwald      | SX    | Saša Farič            | Émilie Serain         | Méryll Boulangeat    |
| 07.03.2008 | Davos            | AE    | Evelyne Leu           | Lydia Lassila         | Ala Zuper            |
| 07.03.2008 | Åre              | MO    | Aiko Uemura           | Kristi Richards       | Emiko Torito         |
| 08.03.2008 | Åre              | DM    | Aiko Uemura           | Nikola Sudová         | Kayla Snyderman      |
| 09.03.2008 | Hasliberg        | SX    | Ophélie David         | Saša Farič            | Gro Kvinlog          |
| 12.03.2008 | Valmalenco       | HP    | Jennifer Hudak        | Sarah Burke           | Rosalind Groenewoud  |
| 15.03.2008 | Valmalenco       | MO    | Aiko Uemura           | Margarita Marbler     | Nikola Sudová        |
| 16.03.2008 | Valmalenco       | SX    | Ophélie David         | Hedda Berntsen        | Méryll Boulangeat    |

## Nationencup
| Rang | Land                | Punkte |
| ---- | ------------------- | ------ |
| 1    | Kanada              | 911    |
| 2    | Vereinigte Staaten  | 623    |
| 3    | Frankreich          | 491    |
| 4    | Schweiz             | 392    |
| 5    | Japan               | 320    |
| 6    | Australien          | 304    |
| 7    | Volksrepublik China | 277    |
| 8    | Russland            | 208    |
| 9    | Belarus             | 172    |
| 10   | Schweden            | 162    |

| Rang | Land                | Punkte |
| ---- | ------------------- | ------ |
| 1    | Kanada              | 529    |
| 2    | Frankreich          | 318    |
| 3    | Vereinigte Staaten  | 285    |
| 4    | Schweiz             | 239    |
| 5    | Russland            | 147    |
| 6    | Japan               | 139    |
| 7    | Belarus             | 122    |
| 8    | Schweden            | 116    |
| 9    | Finnland            | 113    |
| 10   | Volksrepublik China | 086    |

| Rang | Land                | Punkte |
| ---- | ------------------- | ------ |
| 1    | Kanada              | 382    |
| 2    | Vereinigte Staaten  | 338    |
| 3    | Australien          | 231    |
| 4    | Volksrepublik China | 191    |
| 5    | Japan               | 181    |
| 6    | Frankreich          | 173    |
| 7    | Schweiz             | 153    |
| 8    | Österreich          | 103    |
| 9    | Norwegen            | 068    |
| 10   | Russland            | 061    |